# Batak (Indonésie)
Pour les articles homonymes, voir Batak.

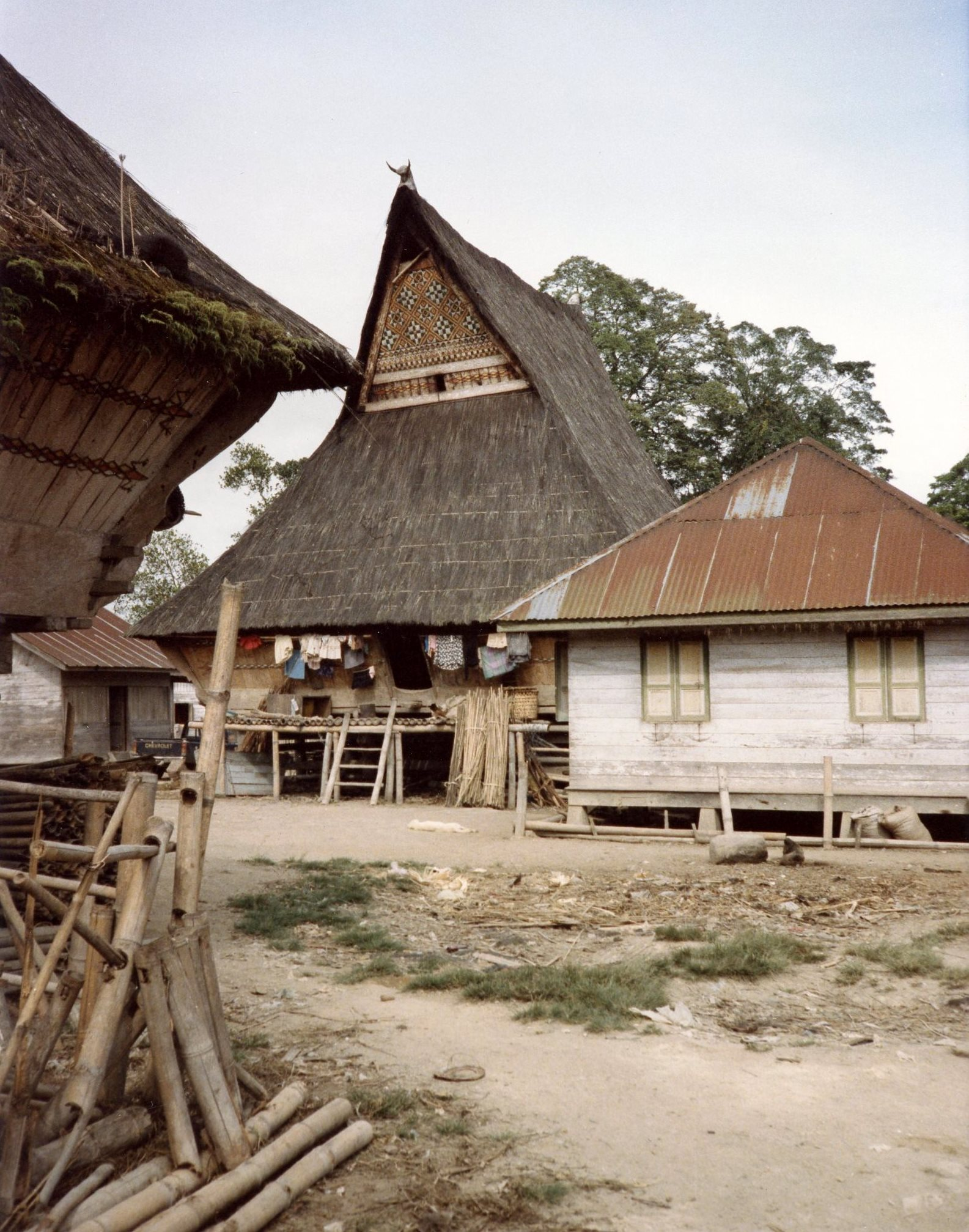
Maison batak karo dans le village de Lingga

Le nom de Batak désigne en Indonésie une ethnie de plus de six millions de personnes, vivant dans la province de Sumatra du Nord. Les Bataks se répartissent en 6 groupes qui partagent des traits linguistiques et culturels communs. En particulier, ces groupes se considèrent descendants des mêmes ancêtres. Ce sont :
- Les Angkola,
- Les Dairi ou Pakpak,
- Les Karo,
- Les Mandailing,
- Les Simalungun,
- Les Toba.

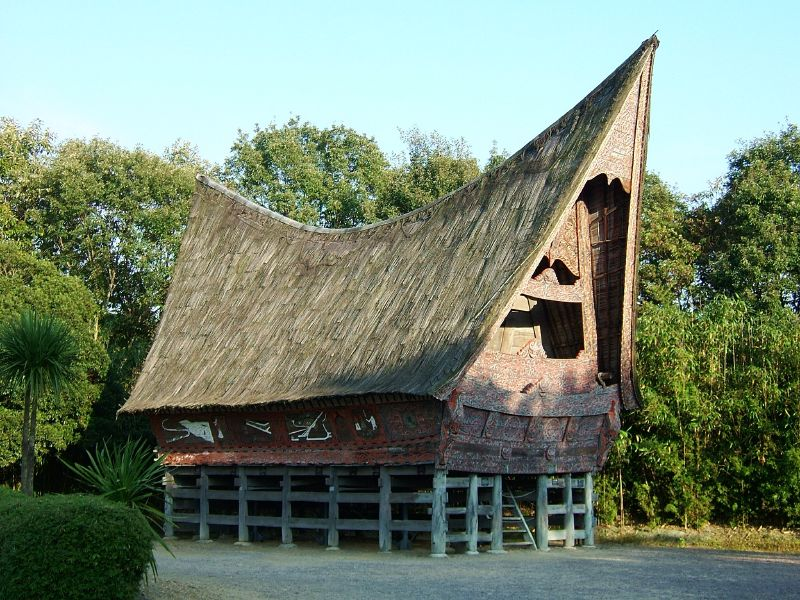
Maison toba

Cette division correspond aussi à une différenciation linguistique.

## Histoire

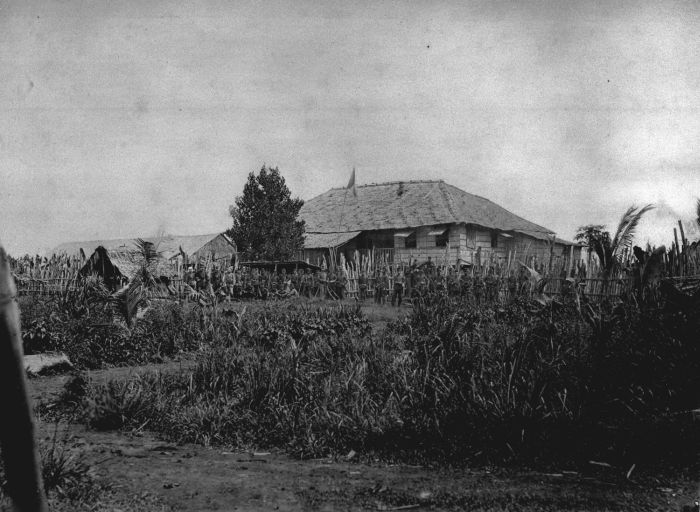
Le quartier général des troupes néerlandaises pendant la guerre Batak (1872)

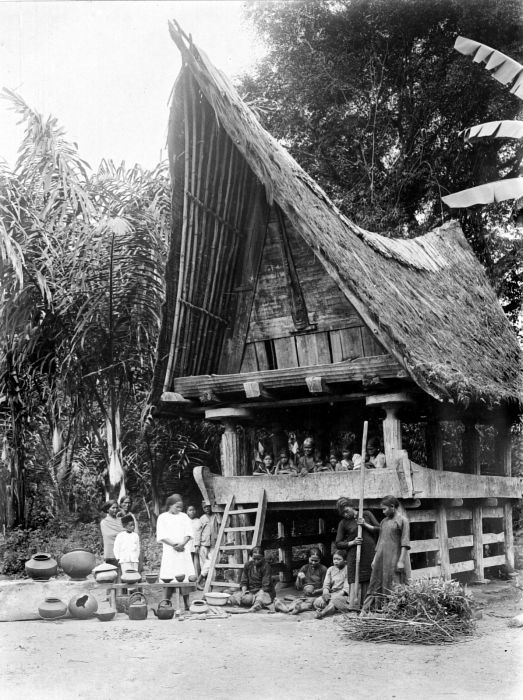
Potières de l'ethnie Batak à Tarutung (île de Sumatra), à l'époque des Indes orientales néerlandaises.
Crédit photo : Tropenmuseum.

Barus, sur la côte ouest de Sumatra, est le plus ancien port connu de l'archipel indonésien. 
On y a notamment trouvé des traces de la présence d'un évêché chrétien nestorien dès le VIIe siècle et celle d'une ligue de marchands tamouls au XIe siècle. Ce port exportait du camphre (kapur barus en malais) et le benjoin, qui provenaient vraisemblablement de l'intérieur, donc de l'actuel pays batak.
Dans le kabupaten de Padang Lawas dans le sud du pays Batak, on trouve des vestiges de temples où l'on observait le culte shivaite de Bhairava, qu'on a datés d'une période allant du Xe au XIVe siècle.
La Guerre des Padri en pays minangkabau (province de Sumatra occidental) se traduit par l'islamisation du sud pays batak, le pays mandailing. 
En 1847, le voyageur allemand F. Junghuhn écrit que le lac Toba est une fable. Le missionnaire néerlandais Herman Neubronner van der Tuuk (1824—1894) arrive au lac Toba en 1853.
Malgré leur résistance, les Batak passent définitivement sous contrôle néerlandais avec la mort en 1912 de leur dernier roi, Si Singamangaraja XII (en) ("le grand roi lion") lors d'une escarmouche avec les troupes coloniales.

## Clans

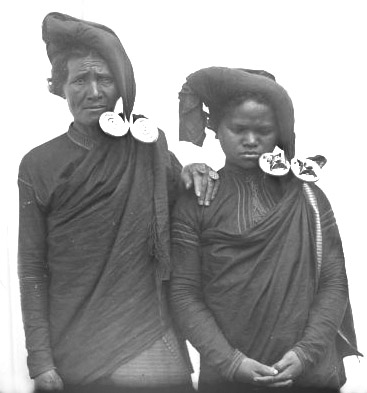
Costume et coiffure masculine et féminine (la plus longue) traditionnelle batak avec ornements (padoengs) typique du groupe Batak Karo (1910)

La société batak est divisée en marga ou "clans" dont les membres descendent d'un ancêtre commun. Les Batak pratiquent l'exogamie clanique, c'est-à-dire qu'on ne peut épouser un membre de sa marga. Par le mariage, la femme passe dans le clan du mari. Dans un couple, le clan de la femme est alors nommé boru.
Au recensement de 2010, la démographie des différents groupes bataks était la suivante :
| Groupe             | Population | %      | Religion majoritaire   | Clans                    | Sous-clans               |
| ------------------ | ---------- | ------ | ---------------------- | ------------------------ | ------------------------ |
| Batak Toba         | 3 647 550  | 41,67% | Christianisme          | 188                      | 188                      |
| Batak Mandailing   | 1 730 860  | 19,77% | Islam                  | 30                       | 30                       |
| Batak Karo         | 1 224 300  | 13,99% | Christianisme          | 5                        | 91                       |
| Batak Angkola      | 618 990    | 7,07%  | Islam                  | 30                       | 30                       |
| Batak Tapanuli     | 535 910    | 6,12%  | Christianisme          | Regroupé avec Batak Toba | Regroupé avec Batak Toba |
| Batak Simalungun   | 438 390    | 5,01%  | Christianisme          | 4                        | 60                       |
| Batak Pakpak Dairi | 179 170    | 2,05%  | Christianisme et Islam | 58                       | 58                       |
| Total              | 8 753 791  | 100%   | Christianisme et Islam | 351                      | 351                      |

Certains clans sont transversaux et comprennent des membres dans plusieurs groupes.

## Société
Les Batak Toba vivent sur l'île de Samosir et son pourtour.
Adoptant le système patrilinéaire, l'ancienne communauté de Batak pratiquait l'animisme. Quelques objets touristiques intéressants à voir sont les anciennes cuvettes dans lesquelles est conservée la cendre des cadavres, sarcophages (cercueil en pierre) sculptés ainsi que les maisons traditionnelles. Environ 10 ou plus des têtes de familles habitent de longues maisons de Batak qui sont soutenues par une forte architecture de bois et abritées par les feuilles des cocotiers et qui donnent l'impression d'une selle de cheval. Bien que la structure de la maison soit attachée par les ficelles et les chevilles en bois sans utilisation des clous, elle peut durer des siècles. Bien connu par son aptitude en musique, le peuple de Batak est fier du tissu ulos qui est d'une valeur très importante dans sa tradition et utilisé dans les cérémonies traditionnelles.

## Religions
Le culte shivaite de Bhairava semble avoir été pratiqué du Xe au XIVe siècle.
Au XXe siècle, la majorité des bataks sont devenus protestants, notamment au sein de l'Église chrétienne protestante Batak, sous l'influence de la colonisation néerlandaise de l'Indonésie. Toutefois, une forte minorité est musulmane, essentiellement les Mandailing et une partie des Karo.
Au recensement de 2010, la démographie religieuse des bataks était la suivante :
| Religion         | Population | %      |
| ---------------- | ---------- | ------ |
| Christianisme    | 4 707 658  | 55,62% |
| └ Protestantisme | 4 194 282  | 49,56% |
| └ Catholicisme   | 513 376    | 6,07%  |
| Islam            | 3 738 660  | 44,17% |
| Autres           | 17 286     | 0,20%  |
| Total            | 8 463 604  | 100%   |

## Langues

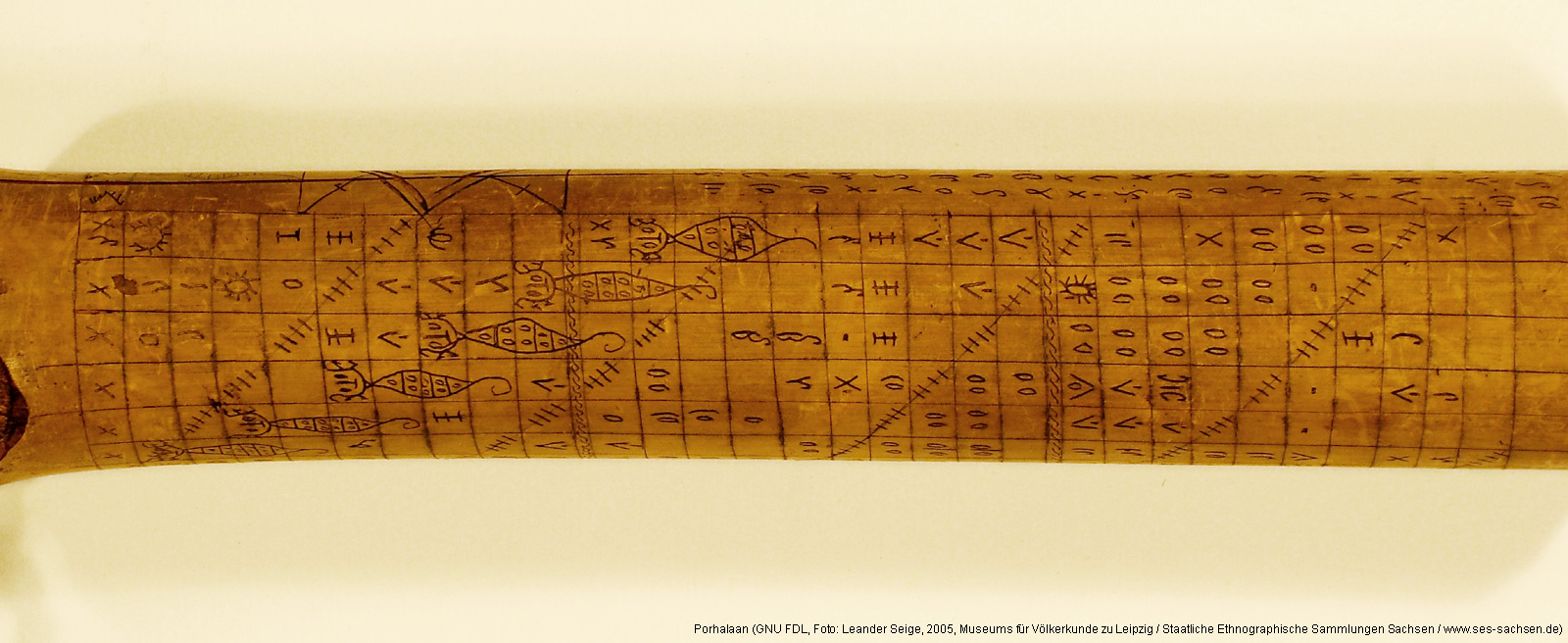
Exemple d'écriture batak sur un porhalaan, calendrier divinatoire

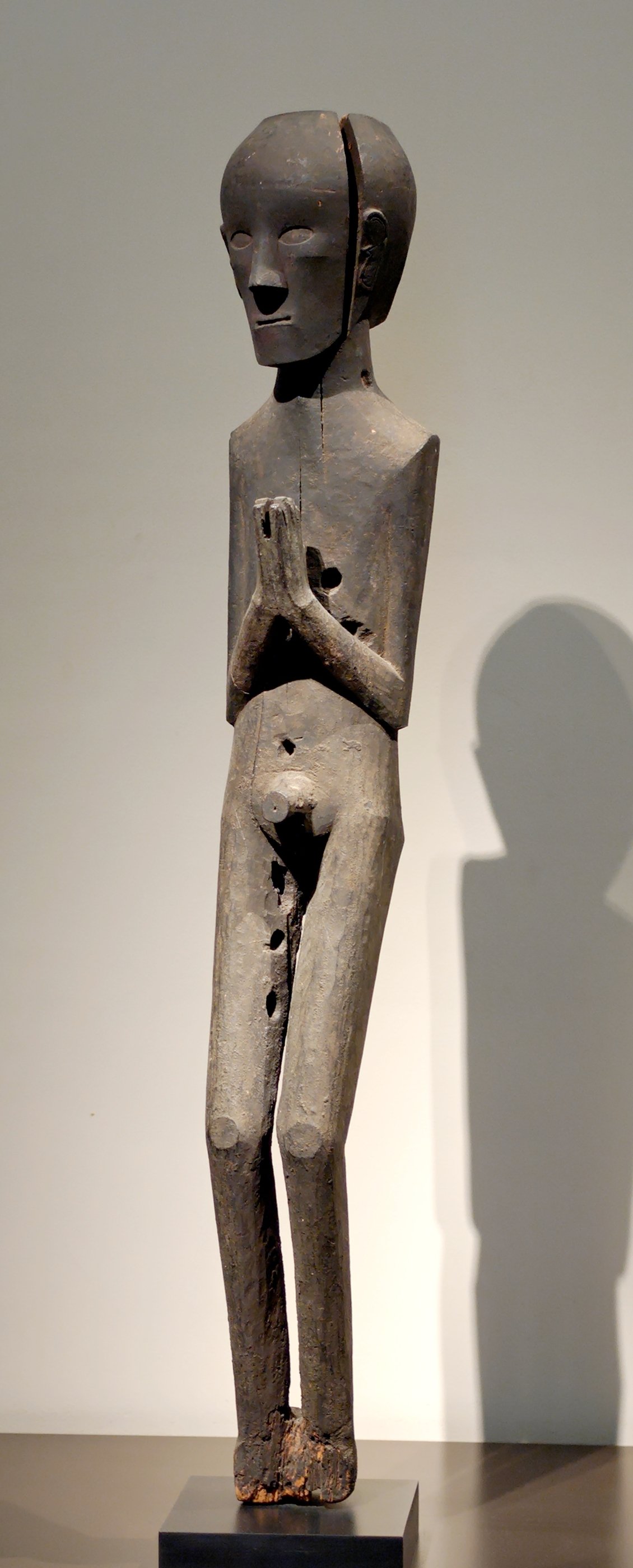
Statuette toba (Musée du Quai Branly

Les Batak parlent des langues (langues batak) qui forment un groupe dans le rameau des langues sumatra du Nord-Ouest-Barrier Islands de la branche malayo-polynésienne des langues austronésiennes. Ces langues, dont toutes sauf une correspondent aux différents groupes batak, sont réparties en 3 sous-groupes :
- Nord (3 langues) :
  - dairi
  - karo
  - alas-kluet, les Alas et les Kluet, qui habitent la province voisine d'Aceh, ne se considérant toutefois pas comme Batak,
- simalungun, qui ne comporte qu'une langue, et
- Sud (3 langues) : 
  - angkola
  - toba
  - mandailing.

## Personnalités bataks
- Cassanova Alfonso, chanteur et compositeur indonésien.
- Denada, chanteuse et actrice indonésienne.
- Rinto Harahap, chanteur, compositeur et producteur indonésien.
- Mochtar Lubis, journaliste et écrivain indonésien.
- Radja Nainggolan, joueur international de football belge.
- Abdul Haris Nasution, militaire indonésien.
- Reynold Panggabean, acteur, chanteur et compositeur indonésien.
- Ratna Sarumpaet, actrice, réalisatrice, productrice et écrivaine indonésienne.
- Sitor Situmorang, journaliste, poète et écrivain indonésien.